# Acomys airensis
Acomys airensis é uma espécie de roedor da família Muridae.
Pode ser encontrada nos seguintes países: possivelmente Chade, Mali, Mauritânia, Níger e possivelmente no Saara Ocidental.
Os seus habitats naturais são: matagal árido tropical ou subtropical, áreas rochosas, terras aráveis, jardins rurais e áreas urbanas.